# Benthamiella
Benthamiella Speg., 1883 è un genere di piante della famiglia delle Solanacee, originario della Patagonia nel sud del Sud America. Le sue specie sono state descritte come "piante attraenti, piccole e a cuscino".

## Tassonomia
Il genere fu descritto per la prima volta nel 1883 da Carlo Luigi Spegazzini. Il nome commemora George Bentham, il cui grande lavoro (con Joseph Dalton Hooker), Genera Plantarum, che istituì il "sistema Bentham & Hooker", è stato completato in quell'anno.
Comprende le seguenti specie:
- Benthamiella azorella (Skottsb.) C.Soriano
- Benthamiella azorelloides Speg.
- Benthamiella chubutensis C.Soriano
- Benthamiella graminifolia Skottsb.
- Benthamiella lanata C.Soriano
- Benthamiella longifolia Speg.
- Benthamiella nordenskioldii Dusén ex N.E.Br.
- Benthamiella patagonica Speg.
- Benthamiella pycnophylloides Speg.
- Benthamiella skottsbergii C.Soriano
- Benthamiella sorianoi S.Arroyo
- Benthamiella spegazziniana C.Soriano